# Robinson der Jüngere

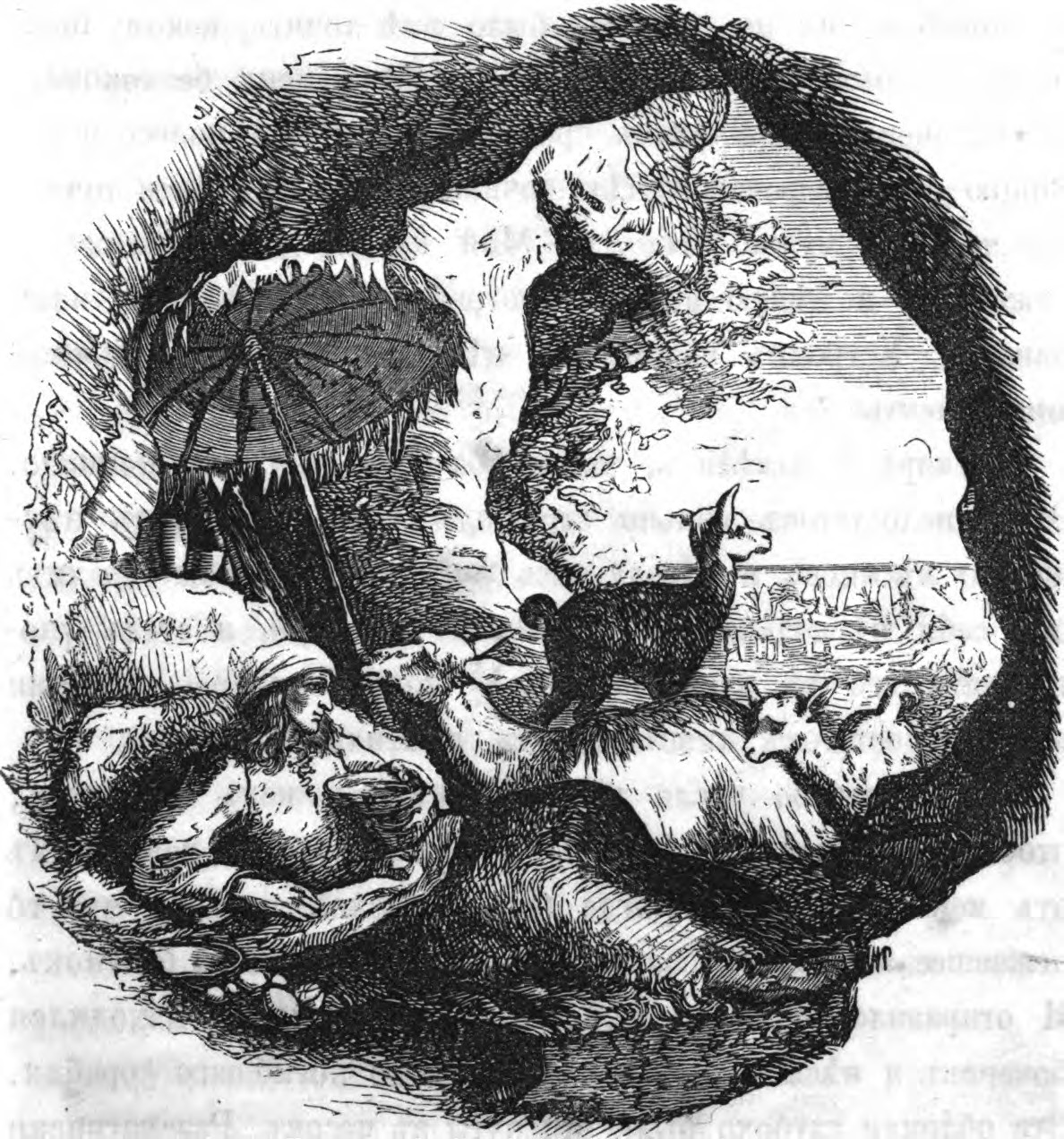
Robinson in seiner Burg. Illustration von Ludwig Richter

Robinson der Jüngere, zur angenehmen und nützlichen Unterhaltung für Kinder sind der Titel und Untertitel einer 1779 veröffentlichten Bearbeitung von Daniel Defoes Roman Robinson Crusoe durch Joachim Heinrich Campe.

## Bearbeitung der Robinson-Geschichte Defoes
Campe verlegte die Ausgangssituation von England nach Deutschland, kürzte den Hauptteil des Romans und veränderte den Schluss. Diese neue Robinson-Geschichte erzählt ein Vater an 31 Abenden seinen Kindern und spricht mit ihnen darüber.

### Aufbruch
Die Familie Robinsons lebt mit ihren drei Söhnen, von denen nur der Jüngste überlebt, in Hamburg. Dieser wird von den Eltern verwöhnt. Sie erlauben ihm alles und Robinson hat zum Lernen keine Lust und träumt von Reisen in die Welt. Mit 17 Jahren reißt er mit dem Sohn eines Kapitäns aus (1. Abend). Auf dem Weg nach London gerät das Schiff in einen Sturm und geht unter. Robinson wird mit der Besatzung von einem anderen Schiff gerettet und nach London gebracht. Als der Kapitän erfährt, dass Robinson ohne Wissen seiner Eltern gereist ist, gibt er ihm Geld für die Rückfahrt. Da zurzeit kein Schiff nach Hamburg fährt und Robinson keine Lust hat, zurückzukehren, lässt er sich von einem anderen Kapitän überreden, für sein Geld Glasschmuck und Werkzeuge zu kaufen, um damit an der Guineaküste in Afrika Gold und Elfenbein einzutauschen. Das Schiff legt für Reparaturen in Madeira an (2), Robinson langweilt sich während der Wartezeit und wechselt zu einem portugiesischen Schiff mit Brasilien als Ziel. In der Karibik kommen sie in einen Sturm und erleiden Schiffbruch. Nur Robinson überlebt und wird von einer Welle auf eine Felsküste geworfen.

### Auf der Insel
Campe folgte nun im Wesentlichen Defoes Inselhandlung, allerdings mit dem Unterschied, dass Robinson, da sein Schiff untergegangen ist, sein neues Leben ohne gerettete Hilfsmittel aufbauen muss. Ihm stehen nur die Ressourcen der Natur und sein Verstand zur Verfügung. Die schrittweise Änderung dieser Ausgangssituation wird in den Gesprächen des Vaters mit den Kindern immer wieder akzentuiert:
Anfangs ist Robinson in einer elementaren Notlage: Er hat Hunger und Angst vor wilden Tieren. Zudem quält ihn sein Gewissen, da er seine Eltern heimlich verlassen hat, und er macht sich den Vorwurf, dass er nichts Nützliches gelernt hat, was ihm jetzt hilfreich sein könnte. In der ersten Phase (3) lebt er von und mit der Natur: Er findet eine Quelle, schläft nachts auf einem Baum, ernährt sich von Austern und Kokosnüssen.
Dann lernt er, die Naturmaterialien zu verarbeiten: Aus faserförmigen Pflanzen wie Flachs oder Hanf flicht er Bindfäden, Stricke und Seile. Er pflanzt Weidenbäume im Kreis um seinen Lagerplatz und verbindet sie zu einem Wandgeflecht. Er sucht geeignete Steine für ein Steinbeil. Fischgräten nutzt er als Nadel und fertigt eine Jagdtasche und einen Sonnenschirm an, später auch Fellkleidung (11). Als Kalender ritzt er Kerben in einen Baum (4).
Ein durch einen Blitzschlag entzündeter Baum leitet die nächste Entwicklungsstufe ein. Nun hat er Feuer und kann Schildkröten- und Lamabraten bzw. Kartoffeln zubereiten und Ziegel brennen, mit denen er eine Mauer um seine Küche baut (6).
Nach der Sicherung der Grundversorgung dehnt Robinson seine Überlegungen („Gedankenwinkel“) aus, um längere Zeit auf der Insel überleben zu können, und beginnt mit einer Vorratswirtschaft: Kartoffelanbau, Jagd mit Hilfe von Fallgruben und Pfeil und Bogen. Während der Regentage töpfert er Gefäße und glasiert sie, um sie abzudichten, mit Salzwasser in einem Brennofen, in dem er die Temperatur regeln kann, um das Zerspringen der Töpfe zu verhindern (10).
Mit der Zeit sehnt er sich immer mehr nach menschlichem Kontakt. Er hält nach vorbeifahrenden Schiffen Ausschau, hisst eine Flagge mit der Aufschrift „Helft dem armen Robinson“ (11), fängt einen Papagei und lehrt ihn, Wörter nachzusprechen (12). Auch beginnt er mit dem Aushöhlen eines Stammes, um mit dem Boot die Insel zu verlassen (13). Später lernt Robinson von „Freitag“ die Technik des Feueranzündens (16) und die Herstellung von Bastmatten aus Kokosfasern (20).

### Freitag
Der zweite Schwerpunkt des Romans, die Betonung der Bedeutung von menschlicher Gemeinschaft und Freundschaften, beginnt mit der Entdeckung des Schlachtplatzes der Kannibalen (14). Hier folgt Campe im Wesentlichen der Abenteuerhandlung des Originals (16–29).

### Rückkehr
Den Schlussteil von Defoes Roman änderte Campe und passte ihn an seinen Anfang an: Robinson reist mit Freitag von London nach Hamburg. Durch einen Schiffbruch vor Helgoland verliert er sein Gepäck und kommt genauso arm, wie er vor 14 Jahren in die Welt ausgezogen ist, bei seinem Vater an (31). Robinson und Freitag lernen das Tischlerhandwerk und arbeiten zufrieden bis ins hohe Alter.

## Campes Pädagogik
Campe bearbeitete Defoes Robinson-Geschichte zu einem Unterhaltungs- und Erziehungsroman für Kinder und Jugendliche: An 31 Abenden erzählt ein „Hausvater“ seiner Familie die Robinson-Geschichte und bezieht seine Kinder und deren Freunde durch Gespräche mit in Robinsons Situation ein. Sie stellen Fragen über die Handlung, diskutieren über das Verhalten der Personen und suchen nach Lösungsmöglichkeiten für die Probleme. Der Vater gibt dazu Anregungen durch Informationen zur Geographie, Naturkunde, Völkerkunde, Geschichte, zu handwerklichen Techniken, Navigationsmöglichkeiten auf dem Meer (21) usw. Im Zentrum steht die Erziehung der Kinder nach einem aufgeklärten philanthropischen und christlichen Menschenbild. Im „Vorbericht“ nennt Campe fünf Ziele seiner Robinson-Bearbeitung:
1. Unterhaltung als Voraussetzung für Belehrung
2. Grundkenntnisse aus dem häuslichen Leben und der Natur
3. Erläuterungen zur Naturgeschichte
4. Ethische Haltung
5. Abhärtung gegen das „Empfindsamkeitsfieber“ seiner Zeit

### Erlebnispädagogik
Im „Vorbericht“ erläutert Campe seine an Rousseaus Emile orientierte Erlebnispädagogik. Der Vater vereinfacht die Geschichte und verändert sie nach seiner pädagogischen Zielsetzung. In den ausführlichen Gesprächen, die immer wieder die Erzählung unterbrechen, versucht er einen Bezug zum Erfahrungshorizont der Kinder herzustellen und diese emotional mit Robinsons Problemen anzusprechen, z. B. mit der unüberlegten und unerlaubten Trennung des Jugendlichen von seinen Eltern, den Todeserfahrungen beim Schiffbruch und der Sorge zu verhungern. Andererseits lenkt der Vater den Blick auf pragmatische und vernünftige Lösungen im Einklang mit dem Schutz der göttlichen Natur, informiert die Kinder über Geographie und Naturkunde, Arbeitstechniken und betont eine ethische Lebensführung. So reagieren die Kinder mit Gebeten für die Rettung Robinsons, schreiben ihm ermunternde Briefe und machen sich Gedanken auch über ihr eigenes Leben und den verantwortungsvollen Umgang mit den Ressourcen der Natur.

### Arbeitsethos und tugendhaft-bescheidenes Leben
Der Vater nutzt die Robinson-Geschichte, um seinen Kindern sein Lebensmotto „Bete und arbeite“ bzw. Arbeitsamkeit und Mäßigkeit zu vermitteln und Not- bzw. Mangelsituationen mit „Gleichmut“ zu ertragen (18). Als Vorbild für die Kinder legt er das Gelübde der „Enthaltsamkeit und Selbstbekämpfung“ ab (19): Verzicht auf Tabak, Kaffee, Tee, Bier und Wein mit Ausnahme an Festtagen. Ziel der Erziehung ist eine natürliche, gesunde und sparsame, nachhaltige Lebensweise.
Entsprechend diesem Grundsatz verordnet Robinson den spanischen und englischen Seeleuten, die am Sklavenhandel und an der Meuterei beteiligt waren und deshalb zur Besserung auf der Insel bleiben müssen, die Gesetze eines arbeitsamen, mäßigen, tugendhaften und friedlichen Lebens zum Wohl der ganzen Gesellschaft (29).

### Christliches Weltbild und aufgeklärte Philanthropie
Robinson lernt, wie seine Gebete und Lieder (Morgenlied) zeigen, auf Gottes Rettungsplan und den richtigen Zeitpunkt seiner Heimkehr zu vertrauen (5). Zur Frage der göttlichen Lenkung und Vorsehung stellen die Kinder die Frage, wieso von der ganzen Besatzung nur der leichtsinnige Robinson das Schiffsunglück überlebt hat. Der Vater erklärt dieses Schicksal mit seiner Vorstellung der Prädestination: mit der Besserungsbereitschaft der Menschen einerseits und andererseits der Bewahrung vor bösen Taten, die sie in ihrem weiteren Leben begangen hätten.
Dieses Gottesbild verbindet Campe mit den Gedanken der Aufklärung. Alle Probleme Robinsons werden bei ihm mit Vernunft gelöst. Robinson warnt Freitag vor Aberglauben, als dieser sich am siedenden Wasser verbrennt und dahinter Dämonen vermutet (18). Er erklärt Freitag die christliche Lehre, ist jedoch gegen Zwangsmissionierung und für freie Religionsausübung (28). Als Freitag sich Robinson unterwirft und ihn als seinen Vormund anerkennt, erklärt der Vater dies als Beispiel für die Entstehung des Königtums mit einem Vertrag: Schutz gegen Gehorsam und Arbeitsleistungen evtl. Tributzahlungen (16 und 17). Die Versklavung und den Sklavenhandel kritisiert der Vater jedoch als menschenunwürdig.
Die Kinder diskutieren Robinsons Tötung von Tieren und Menschen. Der Vater erklärt diese Aktionen mit dem Recht auf Selbsterhaltung und Notwehr (15). Allerdings müssten verletzte, kampfunfähige Gegner geschont werden. Ähnliches gilt für Tiere. Sie dürfen nur zum Selbstschutz oder zur Ernährung, und nicht mutwillig, getötet werden, da sie alle ihre Aufgabe im Kreislauf der Natur haben, auch die den Menschen quälenden Mosquitos. Nach dem Verfügungsrecht darf der Mensch die Natur, ebenso wie die besitzlose Schiffsladung eines Wracks (24), nutzen, aber nicht zerstören.

## Rezeption
Der 1779/1780 erschienene Jugendroman gilt in seiner aufklärungsspezifischen philanthropisch-literarischen Gestaltungsform als die erste spezifische deutsche Jugendschrift und wurde zu einem der erfolgreichsten deutschsprachigen Jugendromane. Von diesem Werk gibt es über 100 Auflagen, und es wurde in 20 Sprachen übersetzt.

## Referenzen
Robinson der Jüngere ist in dem literarischen Nachschlagewerk 1001 Kinder- und Jugendbücher – Lies uns, bevor Du erwachsen bist! für die Altersstufe 8+ Jahre enthalten.